# Tōru Takahashi (Internetpionier)

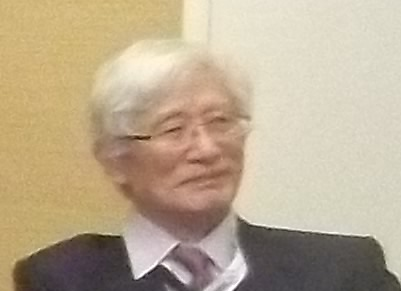
Toru Takahashi (2012)

Tōru Takahashi (jap. 高橋 徹 Takahashi Tōru; * im Januar 1941 in Utsunomiya, Japan; † 20. Dezember 2022) war ein japanischer Internetpionier. Erst relativ spät aber umso erfolgreicher wandte sich der studierte Kunsthistoriker dem Bereich Computernetzwerke zu.

## Leben und Werk
Takahashi wurde 1941 in Utsunomiya, Präfektur Tochigi, geboren. Nach seinem Abschluss als Kunsthistoriker an der Universität Tōhoku im Jahr 1964 arbeitete er als Redakteur und Autor. Ab 1982 war er am Laboratory of Innovation for Quality of Life im Marketing von Videotex tätig. Ab 1986 arbeitete er bei Digital Computer Limited an einem Projekt zum Aufbau eines Hochgeschwindigkeits-LAN unter Verwendung von Unix-Workstations und Routern.
1988 lernte Takahashi bei einem Besuch der National Science Foundation von Stephen Wolff das Potential des Internets kennen. 1993 wurde die Japan Internet Association (engl. für die Nihon internet kyōkai, 日本インターネット協会) gegründet; Takahashi wurde deren Generalsekretär und 1997 Vorsitzender. 1994 gründete er die Tokyo Internet KK (Aktiengesellschaft; engl. hier "Corporation") und wurde deren Präsident. Im April 1995 startete die Tokyo Internet Corporation ihren Betrieb als Internet Service Provider (ISP).
1998 wurde Takahashi zum Vorsitzenden des APNIC Executive Council gewählt, wo er bei der Suche nach dem nächsten Generaldirektor, Paul Wilson, half. Von 2002 bis 2005 war er Mitglied des ISOC Jon Postel Service Award Committee. Von 2000 bis 2002 war er Professor an der Tama Art University in der Information Design Division. Er war Mitglied mehrerer Regierungsausschüsse, hauptsächlich in den Ministerien MIC und METI. Er wurde vom MIC für seinen Beitrag zur Entwicklung des Internets in Japan und im asiatisch-pazifischen Raum ausgezeichnet.
2012 wurde Toru Takahashi in die Internet Hall of Fame der Internet Society aufgenommen.